# Ruvin Richardson
Ruvin Richardson, né le 23 septembre 1993 à Basseterre, est un footballeur international anguillan évoluant au poste de milieu de terrain.

## Biographie

### En sélection
Il joue son premier match en équipe d'Anguilla le 3 septembre 2014, contre Antigua-et-Barbuda. Ce match perdu sur le large score de 6-0 rentre dans le cadre des éliminatoires de la Gold Cup 2015. Il inscrit son premier but en équipe nationale le 1er mars 2015, en amical contre les îles Vierges britanniques (victoire 3-1). Toutefois, cette rencontre n'est pas reconnue par la FIFA.

## Palmarès
- Champion d'Anguilla en 2018 avec le Kicks United